# 很想很想你
《很想很想你》（英語：Love me, Love my voice），2023年播出的中國電視劇。由琪鑠影業製作，企鵝影視、琪鑠影業、歆光影業出品，改編自墨寶非寶的《很想很想你》，並由原著小說作者墨宝非宝擔任編劇，檀健次、周也領銜主演，侯雯元、杨肸子、曹恩齐、陳昊藍主演，該劇於2023年11月30日在騰訊視頻、WeTV播出，12月24日收官。

## 劇情介紹
一位喜歡作曲的保研女大學生顧聲(周也 飾)，雖然在古風圈中默默無名，但是為了熱愛，依舊努力創作，她最大的心願就是與偶像知名配音演員莫青成(檀健次 飾)合作。在一次意外的語音房間中偶遇，莫青成給她念了一段食譜，兩人開始有了更深的接觸。莫青成在十年前與好友一同創辦完美配音社團，為配音獻出熱情，而同時他也是一名心臟外科醫生，救死扶傷。顧聲受閨蜜庚曉幸(楊肸子 飾)相邀參與公司宣傳活動，正好邀請了完美配音宣傳，完美配音的創始人討論後，邀請她們參加十周年慶，顧聲與莫青成的距離慢慢拉近。顧聲也漸漸走紅，雖然有人對她的實力產生質疑，但她憑藉自己的才華及努力，專注作品，慢慢的大放光彩。而與莫青成的感情也徐徐升溫，成為一對令圈中眾人都羨慕的眷侶。

## 演員列表

### 主要角色
| 演員   | 角色          | 人物介绍 |
| ------ | ------------- | --- |
| 檀健次 | 莫青成/錆青磁 | 知名配音演員錆青磁，完美配音創始人之一。 現實中是一名救死扶傷的心臟外科醫生。從未露過臉，也不參加活動，雖然沒談過戀愛，但常配風流公子音，喜歡聲聲慢的聲音。      |
| 周也   | 顧聲/聲聲慢   | 古風作曲小透明聲聲慢，朝朝暮暮音社創始人之一。 現實中是一名研究所保送的大學生，因緣際會被朋友拉入古風圈中。 從錆青磁未出名前就是他的粉絲，也最喜歡錆青磁的聲音。 |
| 侯雯元 | 周政/絕美沙意 | 完美配音的創始人之一，也是完美配音的社長。 現實中是一位醫療器材公司的總經理，與莫青成合租。 喜歡庚曉幸，最後走到一起。                                           |
| 楊肸子 | 庚曉幸/小幸福 | 顧聲同宿舍的同學，也是一位保研的學霸。 因為實習工作原因，與完美配音有了合作，認識了配音大神絕美沙意，在陽朔看了完美配音的配音劇後，漸漸喜歡上周政。              |
| 曹恩齊 | 風雅頌        | 完美配音的創始人之一。 現實中是一名兒科醫生，是完美配音創始人中年紀最小的，進入配音圈中時還在讀高中。 喜歡豆豆豆餅。                                             |
| 陳昊藍 | 豆豆豆餅      | 完美配音的創始人之一，也是完美配音的副社長、全職管理者。 經常和風雅頌搭檔配音，最後也和風雅頌成為一對情侶。她還有一個隱藏身分，那就是古風歌手墨墨兒。            |

## 幕后製作
2022年9月16日，《很想很想你》於廣西桂林陽朔縣開機。2022年12月27日，《很想很想你》正式殺青。

## 電視劇原聲帶
| 《很想很想你》影視原聲帶 | 《很想很想你》影視原聲帶              | 《很想很想你》影視原聲帶 | 《很想很想你》影視原聲帶 | 《很想很想你》影視原聲帶                  |
| 曲序                     | 曲目                                  |                          | 作曲                     | 演唱                                      |
| ------------------------ | ------------------------------------- | ------------------------ | ------------------------ | ----------------------------------------- |
| 1.                       | Slowly（片頭曲）                      | 高瑩 彭可妮              | 高瑩                     | yihuik苡慧                                |
| 2.                       | 金風玉露·夜語遲（「一聽命中」初見曲） | 顧婷婷                   | 陳致逸                   | 樂小桃                                    |
| 3.                       | 金風玉露·夜語遲(劇場版)（手遊插曲）   | 顧婷婷                   | 陳致逸                   | 檀健次                                    |
| 4.                       | 萬骨催沙（錆青磁個人主題曲）          | 冥凰                     | 勝嶼                     | 檀健次                                    |
| 5.                       | 萬骨催沙(劇場版)（插曲）              | 冥凰                     | 勝嶼                     | 檀健次                                    |
| 6.                       | 心上月(劇場版)（「雙向奔赴」暗戀曲）  | 南岐 喵草鞋              | 又君 朱金泰              | 樂小桃                                    |
| 7.                       | 與君歸（情感主題曲）                  | 火火                     | 黃詩扶                   | 檀健次 不才                               |
| 8.                       | 與君歸(劇場版)（插曲）                | 火火                     | 黃詩扶                   | 檀健次 樂小桃                             |
| 9.                       | 青梅引（約定心動曲）                  | 懷柚                     | 匡耿                     | 時尚                                      |
| 10.                      | 青梅引(劇場版)（插曲）                | 懷柚                     | 匡耿                     | 檀健次 樂小桃                             |
| 11.                      | 聲聲（限定告白曲）                    | 螢失                     | 譚朝月                   | 檀健次                                    |
| 12.                      | 朝夕（情定曲）                        | 季知拙                   | 沈霧斂                   | 檀健次                                    |
| 13.                      | 朝夕(劇場版)（插曲）                  | 季知拙                   | 沈霧斂                   | 檀健次 樂小桃                             |
| 14.                      | 名士曲四首（「國士無雙」群像曲）      | 冥凰 南岐                | 皓韻                     | 檀健次 弦子 李常超 裂天                   |
| 15.                      | 盛世之疆（「盛世國風」傳奇曲）        | 蕭湘碧                   | 譚朝月                   | 弦子 李常超 裂天 HITA 小愛的媽 蕭憶情Alex |
| 16.                      | 盛世之疆(劇場版)（插曲）              | 蕭湘碧                   | 譚朝月                   | 弦子 刷牙 裂天 HITA 小愛的媽 蕭憶情Alex   |
| 17.                      | 一起（插曲）                          | 趙素冰                   | 孫艾藜                   | 咻咻滿                                    |
| 18.                      | 小命最重要(劇場版)（插曲）            | 朱金泰 郭映紅            | 少司命 徐雲霄            | 樂小桃                                    |
| 19.                      | 偷涼記(劇場版)（插曲）                | 遲意                     | 明遙                     | 蕭憶情Alex 刷牙 HITA                      |
| 20.                      | 若人間是你贈我(劇場版)（插曲）        | 結風                     | 蓮琊                     | 小愛的媽 HITA                             |
| 21.                      | 白馬入蘆花(劇場版)（插曲）            | 乘物遊心                 | 瀟夢臨                   | 刷牙 樂小桃                               |
| 22.                      | 淇奧（插曲）                          | 詩經·國風·衞風·淇奧      | HITA                     | 弦子                                      |
| 23.                      | 淇奧(劇場版)（插曲）                  | 詩經·國風·衞風·淇奧      | HITA                     | 檀健次 樂小桃 弦子                        |
| 24.                      | 百年夢去（插曲）                      | 冉語優                   | 唐棣                     | 檀健次                                    |
| 25.                      | 水龍吟（插曲）                        | （宋）吳泳               | HITA                     | 林夜子                                    |
| 26.                      | 意氣風發（朝朝暮暮音社曲）（插曲）    |                          | 周妍                     |                                           |

## 外部連結
- 很想很想你的新浪微博
- 豆瓣电影上《很想很想你》的資料 （简体中文）
- 豆瓣读书上《很想很想你》的資料 （简体中文）
- 在腾讯视频上觀看《很想很想你 （页面存档备份，存于）》
- 在WeTV上觀看《很想很想你 （页面存档备份，存于）》
- 在愛爾達影劇台上觀看《很想很想你 （页面存档备份，存于）》
- 臺灣八大電視官方網站（繁體中文）